# 衍射

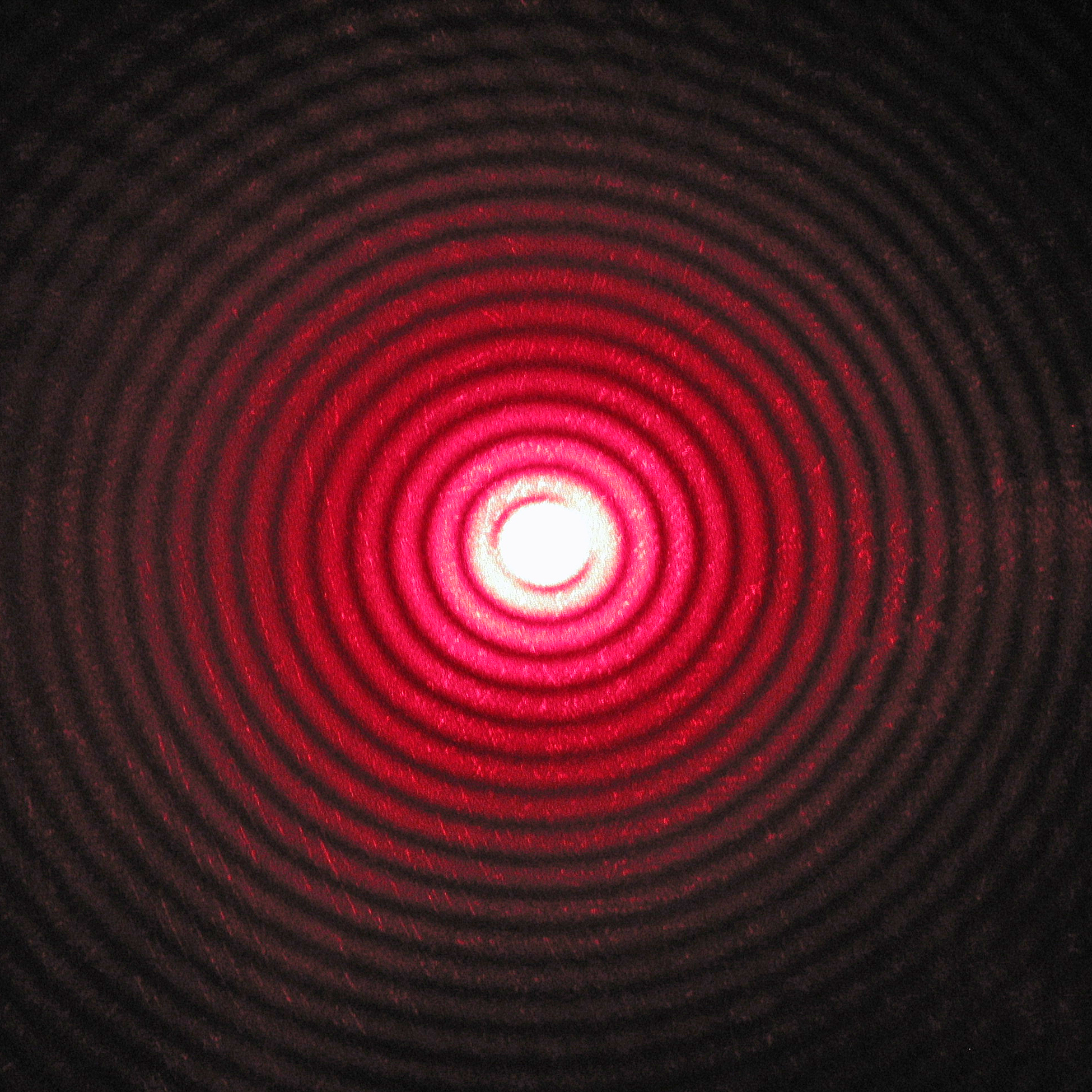
红色激光的圆孔衍射图样

，又稱绕射，是指波遇到障碍物时偏离原来直线传播的物理现象。:559-560
在古典物理学中，波在穿过狭缝、小孔或圆盘之类的障碍物后會发生不同程度的弯散传播。假設將一个障碍物置放在光源和观察屏之间，則會有光亮区域與陰暗区域出現於观察屏，而且這些区域的边界並不銳利，是一种明暗相间的复杂图。這现象称为衍射，當波在其传播路径上遇到障碍物时，都有可能發生这种现象。:519除此之外，当光波穿过折射率不均匀的介质时，或当声波穿过声阻抗不均匀的介质时，也会发生类似的效应。在一定条件下，不仅水波、光波能够产生肉眼可见的衍射现象，其他类型的电磁波（例如X射线和无线电波等）也能够发生衍射。由於原子尺度的實際物體具有類似波的性質，它們也會表现出衍射现象，可以通过量子力学进行研究其性质。:9
在適當情况下，任何波都具有衍射的固有性质。然而，不同情况中波发生衍射的程度有所不同。如果障碍物具有多个密集分布的孔隙，就会造成较为复杂的衍射强度分布图样。这是因為波的不同部分以不同的路径传播到观察者的位置，发生波叠加而形成的現象。
衍射的形式論还可以用來描述有限波（量度為有限尺寸的波）在自由空间的传播情况。例如，激光束的發散性質、雷达天线的波束形状以及超声波传感器的视野范围都可以利用衍射方程来加以分析。

## 衍射与干涉的关系
美国物理学家、诺贝尔物理学奖得主理查德·费曼指出：:30-1
|  | 没有人能够令人满意地定义干涉和衍射的区别。这只是术语用途的问题，其实二者在物理上并没有什么特别的、重要的区别。 |

他还提到，如果只有少数的波源（例如两个的时候），我们称这现象为“干涉”，例如我们称杨氏双缝实验实验中双缝所产生的两束光源产生了干涉现象。而当大量波源存在时，对应的过程被称作是“衍射”。在实际情况中，衍射和干涉往往是同时出现的。有文献这样总结：干涉是有限多个波束“相加”的结果，而衍射则是无限多个波束“积分”的结果。

## 研究历史

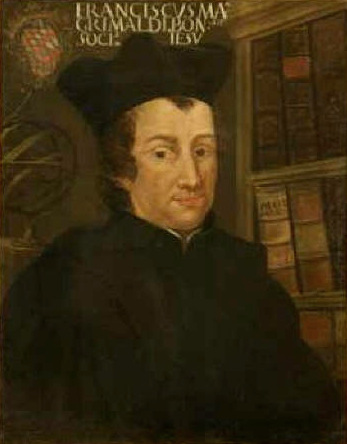
意大利物理學者弗朗西斯科·格里马第（1618-1663）。

光的衍射效应最早是由弗朗西斯科·格里马第（Francesco Grimaldi）发现并加以描述，他也是“衍射”一词的创始人。这个词源于拉丁语词汇，意为“成为碎片”，即波原来的传播方向被“打碎”、弯散至不同的方向。格里马第观察到的现象直到1665年才被发表，这时他已经去世。他提出

“光不仅会沿直线传播、折射和反射，还能够以第四种方式传播，即通过衍射的形式传播。”:149:95

英国科学家艾萨克·牛顿对这些现象进行了研究，他认为光线发生了弯曲，并认为光是由粒子构成。在19世纪以前，由于牛顿在学界的权威，光微粒说在很长一段时间占有主流位置。这样的情况直到19世纪几项理论和实验结果的发表，才得以改变。1803年，托马斯·杨进行了一项非常著名的实验，这项实验展示了两条紧密相邻的狭缝造成的干涉现象，后人称之为“双缝实验”。在这个实验中，一束光照射到具有紧挨的两条狭缝的遮光挡板上，当光穿过狭缝并照射到挡板后面的观察屏上，可以产生明暗相间的条纹。他把这归因于光束通過两條狭缝后衍射產生的干涉現象，并进一步推测光一定具有波动的性质。奥古斯丁·菲涅耳则对衍射做了更多权威的计算研究，他的结果分别于1815年:卷1，239-281和1818年:33-475被发表，他提到
“这样，我就展示了人们能够通过何种方式来构想光以球面波连续不断地传播出去……”:章1,p18

法国科学院曾经举办了一个关于衍射问题的有奖辩论会，菲涅耳赢得了这次辩论。作为反对光波动说的其中一位，西莫恩·德尼·泊松提出，如果菲涅耳声称的结论是正确的，那么当光射向一个球的时候，将会在球后面阴影区域的中心找到亮斑。结果，评审委员会安排了上述实验，并发现了位于阴影区域中心的亮斑（它后来被称作泊松光斑）。这个发现极大地支持了菲涅耳的理论。:940他的研究为克里斯蒂安·惠更斯发展的光的波动理论提供了很大的支持。他与杨的理论共同反驳了牛顿关于光是粒子的理论。
在对衍射现象的探索过程中，人们也不断积累了对于衍射光栅的认识。17世纪，苏格兰数学家、天文学家詹姆斯·格雷戈里在鸟的羽毛缝间观察到了阳光的衍射现象。他是第一个发現衍射光栅原理的科学家。在1673年5月13日他写给约翰·科林斯（John Colins）的一封信中提到了此发现。:卷2：251-255；1786年，美国天文学家戴维·里滕豪斯用螺丝和细线第一次人工制成了衍射光栅，细线的密度达到每英寸100线，他用这个装置成功地看到了阳光的衍射。1821年，约瑟夫·夫琅禾费利用相似的装置（每厘米127线）证明了托马斯·杨关于衍射的公式（参见段落下方），并对衍射进行了许多重要研究。1867年，刘易斯·卢瑟福（Lewis Morris Rutherfurd）采用水轮机作为动力进行刻线、制作光栅。后来的亨利·奥古斯塔斯·罗兰 改良了光栅的刻划技术，并在1882年发明了在凹形球面镜上进行刻划的凹面光栅。其后的罗伯特·伍德（Robert William Wood）改进了光栅的刻划形状，从而提高了光栅的衍射效率。近代的阿尔伯特·迈克耳孙提出利用干涉伺服系统控制光栅的刻划过程，于1948年实现了这一想法。20世纪下半叶，由于激光、光刻胶等新技术的出现，光栅制造技术取得很大的进步，制造成本显著降低，制造周期也得以缩短。

## 日常生活中的实例

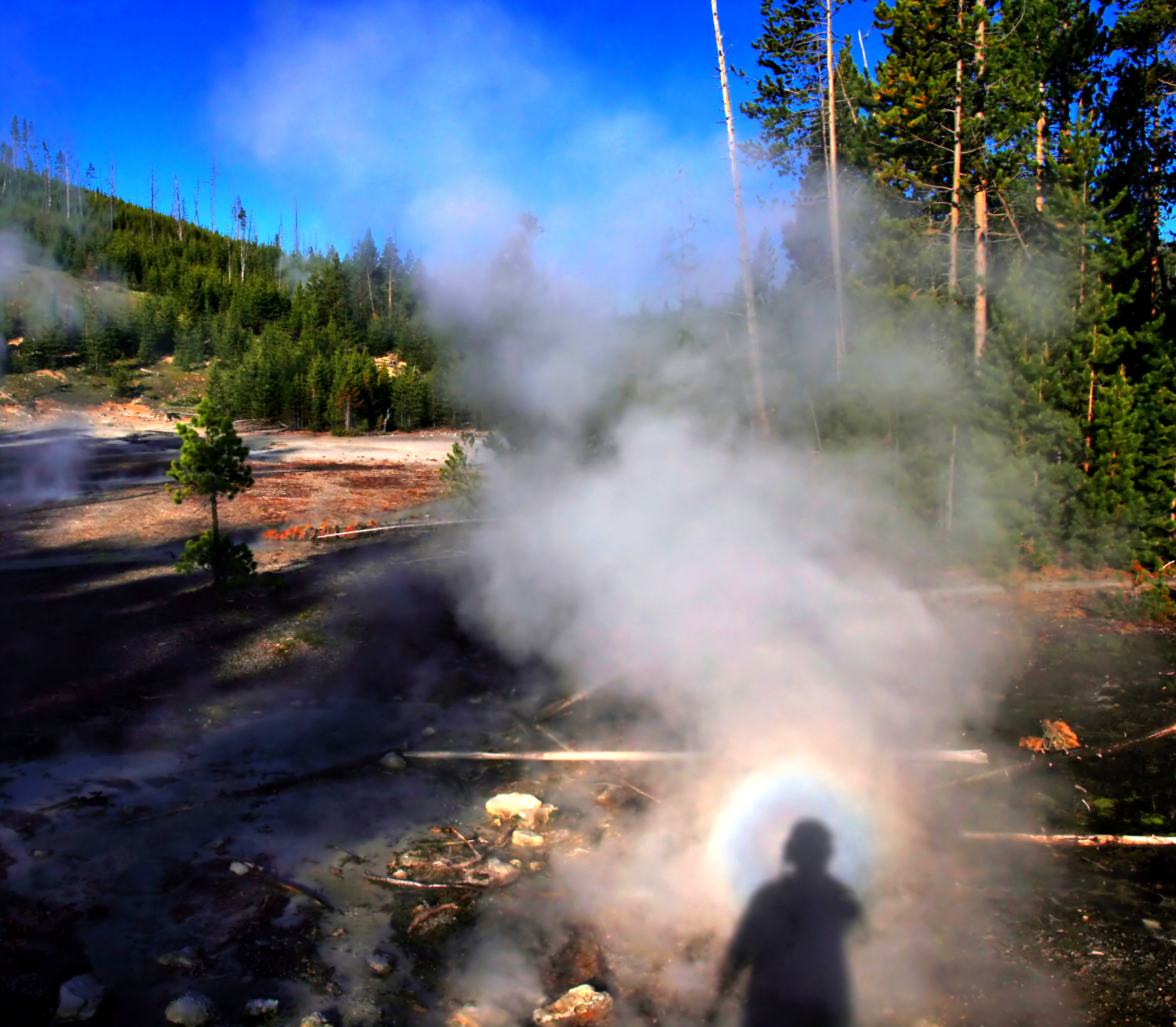
图示为温泉上方水蒸气中的光环现象。光环是一种光波被水气或尺寸不均匀的小水滴反向散射到其波源的光学现象，整个过程包含了衍射、反射和折射。

衍射效应在日常生活中并不罕见。许多有关光的衍射实例都可以用肉眼观察到。例如，在CD或DVD光盘的表面，均匀地緊密排列着一系列的光轨，这些光轨相当于衍射光栅的作用。如果以一定的角度观察它们，會看到光在盘面表现出类似彩虹的彩色图样。將上述現象的基本原理加以利用，很多产生有意思衍射图样的衍射光栅，都可以被製備出來。衍射也是信用卡等所采用的全息摄影的技术基础之一。地球的大气层是由微小粒子组成的，因此它也能够使空间光源（例如太阳或者月亮）的光在大气层发生衍射，从而形成光环。此外，当激光照射到粗糙的光学界面上时，也能够发生衍射现象，产生散斑。上述所有例子都是光具有波动性的结果。
衍射是一切波的固有属性。即使是宏观的海浪，在防波堤或其他障碍物附近也能够发生衍射。此外，声波在障碍物边缘发生衍射，也是人站在障碍物（例如墙壁、树木）后面仍然能够听到声音的原因之一。:102不过，衍射也为照相机、望远镜和显微镜等光学仪器的分辨率设定了一定的限制。:190-192

## 物理机制

惠更斯原理的示意图：可以看出，狭缝处诸点光源作为次生光波的光源向各个方向发出光波。

光波（或其他波）传播的路径不同，可能造成衍射现象的发生。可以用惠更斯－菲涅耳原理和波的叠加原理对现象进行描述。这个理论认为，可以把波前的每一点考虑为次波（球面波）的点波源，这些次波就是后续时刻的波面。这个原理最早由惠更斯于17世纪提出，不过他并未虑及波的时空周期性（他认为光是一种非周期性的、无规则的脉冲）。1818年左右，菲涅耳在巴黎科学院关于解释衍射现象的有奖竞赛中，吸收了惠更斯“次波”的思想，并加入了他对于干涉现象的理解，使上述理论得以发展和完善。后人将这个理论称为“惠更斯－菲涅耳原理”。根据这一理论，任意后续位置的波位移等于这些次波求和。求和并非简单的代数和，而必须虑及这些波各自的相对相位以及振幅。因此，它们叠加之后的振幅范围介于0（相互完全抵消）和所有次波振幅的代数总和之间。我们可以通过光学实验，观察到光波的衍射图样。光的衍射图样通常具有一系列明暗条纹（分别对应光波振幅的最大值和最小值）。:189
人们为了分析波的衍射现象，构造了许多数学模型，其中包括从波动方程推导出的菲涅耳－基尔霍夫衍射公式、夫琅禾费衍射模型以及菲涅耳衍射模型。:198-200设{\displaystyle a}为圆孔半径或狭缝宽度，{\displaystyle \lambda }为入射波的波长，{\displaystyle L}为观察屏距离圆孔、狭缝等衍射物体的距离，如果它们满足
{\displaystyle F={\frac {a^{2}}{L\lambda }}\geq 1}
我们就称其为菲涅耳衍射，它是衍射的近场近似；
如果它们满足
{\displaystyle F={\frac {a^{2}}{L\lambda }}\ll 1}
我们就称其为夫琅禾费衍射，它是衍射的远场近似。
大多数情况，获得衍射方程的严格解析解较为困难，:559可以通过有限元分析和边界元分析方法来求得数值解。实际的衍射过程通常很复杂，不过，如果能够将实际情况简化到二维平面上，则对于衍射的数学描述将变得相对简单。例如，水波就可以近似地看做是分布在二维平面上的机械波。而对于光波，如果它遇到的衍射物体在某一个方向的尺度远大于光的波长，从而造成这个方向的衍射现象不显著，那么，在分析计算时可以将其忽略，这样做并不会严重影响分析结果。例如，狭缝问题就可以简化到二维的情况，这是因为其沿着缝隙方向的长度和入射光波长相差甚远，因此我们只需考虑它宽度和厚度这两个方向。然而，当我们考虑入射光穿过圆孔时，则必须完整地考虑其三维方向光的传播细节。:563-570

## 光的衍射

### 单缝衍射

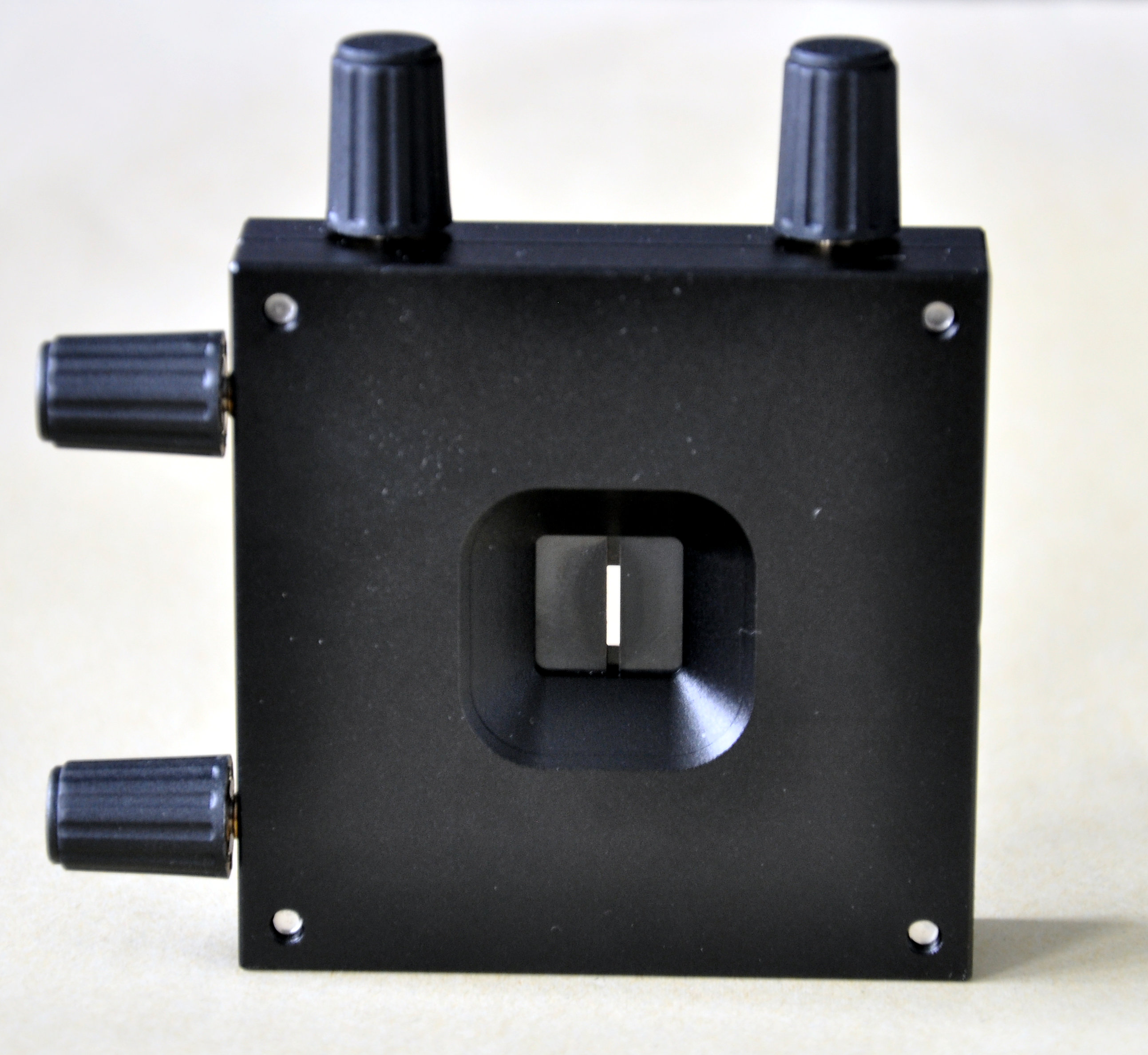
在实验中，常常利用图中的xy-可調式單缝儀来研究单缝衍射。通过四个旋钮，可以方便地对狭缝的宽度和形状进行微调，从而研究不同情况衍射的特点。

图的右半部分为观察屏水平方向上的輻照度分布，輻照度曲线在-轴的第一个零点被称为“第一极小值”；图的左半部分为单缝衍射的示意图，狭缝处诸点光源发出的光波以角度传播到达第一极小值。这里，我们认为这些光束与狭缝垂直平分线的夹角均为，是基于远大于的前提。

假设有一个不透明挡板，用小刀在上面刻一条狭长、笔直、透光的缝，然后在挡板的后面放置一个观察屏。照射單色平行光（collimated light）在这个挡板上。按照幾何光學，观察屏上只会有一条与狭缝轮廓相同的亮条纹。然而，精细的观察可以发现在这条亮条纹的两侧，对称地分布着一些亮条纹。发生这样现象是因为光在狭缝处发生了衍射。

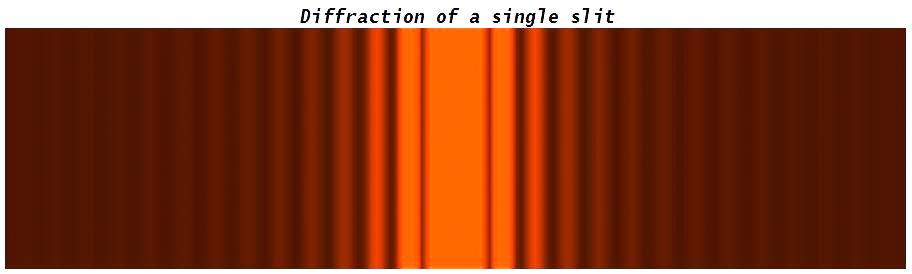
单缝衍射强度分布图

假设狭缝宽度大於光波的波长，那么当这束光穿过狭缝后，会向擋板后的区域传播，并在那里发生干涉现象。实际上，狭缝的縫宽之间均匀分布着大量点光源，衍射图样是这些点光源的共同作用结果。为了简化对于该过程的分析，限定入射光具有單一的波长、都是单色光（频率相同），并且在波源位置具有相同的初始相位。在狭缝后面的区域中任意位置的光是上述所有点光源的“次光波”在那位置的疊加结果。:189因為次光波从狭缝的每個点光源到给定点所经过的路径不同，所以它们的光程不同，因此它们在给定点的相位将会不同。對於缝间任意两个点光源，假若分別来自它們的次光波在观察屏给定点的相對相位為{\displaystyle 2\pi }，則這兩個次光波會干涉相长；假若相對相位為{\displaystyle \pi }，則這兩個次光波會干涉相消。:104從這概念，可以找到衍射光強的极大值或极小值。在衍射图样中，它们分别表现为明暗条纹。
通过下面的推导，:941-942可以找到衍射光波的第一個極小值在观察屏上的位置。将宽度为{\displaystyle d}的狭缝均分为上下两段，每段长度分别为{\displaystyle d/2}。考虑来自上段顶部的一束光与来自下段顶部（即狭缝中点）的一束光（波长为{\displaystyle \lambda }），这两个点光源的距离为狭缝长度的一半。当两束光传播到观察屏中央亮条纹上距离极大值最远的位置（此处到狭缝中点连线与狭缝垂直平分线的夹角为{\displaystyle \theta }），两束光的光程差等于半个波长，即
{\displaystyle (d/2)\,\sin \theta =\lambda /2}
时（在等式两边同时乘以2，可以得到{\displaystyle d\,\sin \theta =\lambda }），二者将发生干涉相消。现在考虑上段中点和下段中点发出的两束光，如果它们在相应位置的光程差也等于半个波长，则也能发生相似的干涉相消现象。注意，在上面的讨论中，我们已经假定狭缝与观察屏的间距远大于狭缝的宽度{\displaystyle L\gg d}，这样就可以近似认为狭缝间诸点光源以相同的角度{\displaystyle \theta }平行地传播到第一极小值位置。可以想象，狭缝其他位置任意两个点光源，只要满足{\displaystyle d\,\sin \theta _{min,1}=\lambda }，那么都会在上述位置形成干涉相消，形成第一级暗纹。
回想先前的假設為狹縫寬度大於光波波長。注意到狹縫寬度越小，同時保持波長不變，則{\displaystyle \sin \theta _{min,1}=\lambda /d}越大，{\displaystyle \theta _{min,1}}也越大，因此观察屏展示的第一级暗纹離開中央越遠，直到當狹縫寬度等於光波波長時，{\displaystyle \theta _{min,1}=\pi /2}，在观察屏表面再也找不到第一级暗纹，整個观察屏都被明紋覆蓋了。所以，只有當狹縫寬度大於光波波長時，才能夠展示出衍射的干涉圖樣。
上面考虑了第一极小值的情况。可以仿照上面的方法，将狭缝均分为4段、6段、8段......{\displaystyle 2n}段，则{\displaystyle n}级衍射极小值位置的衍射角满足下面的方程
{\displaystyle d\,\sin \theta _{min,n}=n\lambda }
这里{\displaystyle n}是非零整数，表示第{\displaystyle n}级暗纹（极小值）。
此外，輻照度分布可以由夫琅禾费衍射方程给出：
{\displaystyle I(\theta )=I_{0}\,\operatorname {sinc} ^{2}(d\pi \sin \theta /\lambda )}
这里 
- {\displaystyle I(\theta )}为给定角度位置处的輻照度
- {\displaystyle I_{0}}初始輻照度
- 当{\displaystyle x\neq 0}时，{\displaystyle \operatorname {sinc} (x)=\sin(\pi x)/(\pi x)}，在原点处{\displaystyle \operatorname {sinc} (0)=1}

#### 菲涅耳半波带法
菲涅耳半波带法是单缝衍射中一种简易的分析方法。
将平行入射光分成{\displaystyle k}等分，其中
{\displaystyle d\,\sin \alpha =2k(\lambda /2)}，（入射光半波长的偶数倍），对应暗纹中心。
{\displaystyle d\,\sin \alpha =(2k+1)(\lambda /2)}，（入射光半波长的奇数倍），对应明纹中心。

### 双缝衍射
当我们讨论双缝干涉时，为了简化问题，常常假设缝的宽度远小于入射光的波长。这样，在观察屏上就可以看到輻照度近似相等的干涉条纹。事实上，在真实的实验并不总能满足上述假设。呈现在观察屏上的亮条纹是中央最亮，两侧亮度逐渐衰减。因此，实际产生的图样是干涉、衍射效应的总和。简单地说，实际双缝实验的条纹，具有理想双缝干涉中条纹的位置，但是輻照度在观察屏上的分布类似单缝衍射中央强、两侧弱的情况。:950
考虑到衍射效应，实际的双缝干涉图样的輻照度可以用以下公式计算
{\displaystyle I(\theta )=I_{m}(\cos ^{2}\beta )\left({\frac {\sin \alpha }{\alpha }}\right)^{2}}
其中，{\displaystyle \beta ={\frac {\pi d}{\lambda }}\sin \theta }为干涉因子，源于缝间距为{\displaystyle d}的双缝干涉效应；而{\displaystyle \alpha ={\frac {\pi a}{\lambda }}\sin \theta }为衍射因子，源于缝宽为{\displaystyle a}的单缝衍射效应。:950
上述公式表明，实际的双缝干涉是干涉和衍射的共同效应。如果考虑问题时把缝宽忽略，把入射波考虑成来自少数几个具有相同相位的波源，那么就称看到的现象为“干涉”；如果把入射波考虑成来自同相位的波阵面（缝宽方向的大量点波源），那么就称看到的现象为“衍射”。这样的说法只是为了分析问题方便，事实上二者常常是同时发生的。:950

### 衍射光栅
衍射光栅是狭缝按照一定规律分布的光学装置，它能够调整入射光的相位、振幅等属性，使透过它的光发生衍射、干涉，以达到所需的实验目的。光穿过衍射光栅后形成的图样形状与光栅的结构和数量都有关系。
所有衍射光栅的{\displaystyle m}级极大衍射角{\displaystyle \theta _{m}}满足下列光栅方程:229-230
{\displaystyle d\left(\sin {\theta _{m}}+\sin {\theta _{i}}\right)=m\lambda .}
这里
- {\displaystyle \theta _{i}}i为光波入射到光栅的角度，如果是垂直入射到平面光栅，则{\displaystyle \sin {\theta _{i}}=0}
- {\displaystyle d}为光栅刻线的间距，也成为光栅常数
- {\displaystyle m}为非零整数

衍射光栅后面给定位置的光波，是衍射光栅诸狭缝衍射光的叠加。用于分离白光中不同频率成分光的分光计，就利用了衍射光栅的原理。:955
下面位于中间的这幅图显示了具有相同缝间距的双缝光栅和五缝光栅的衍射图样。可以看出，衍射光加强点的位置是相同的，但是光斑的宽度有所不同。

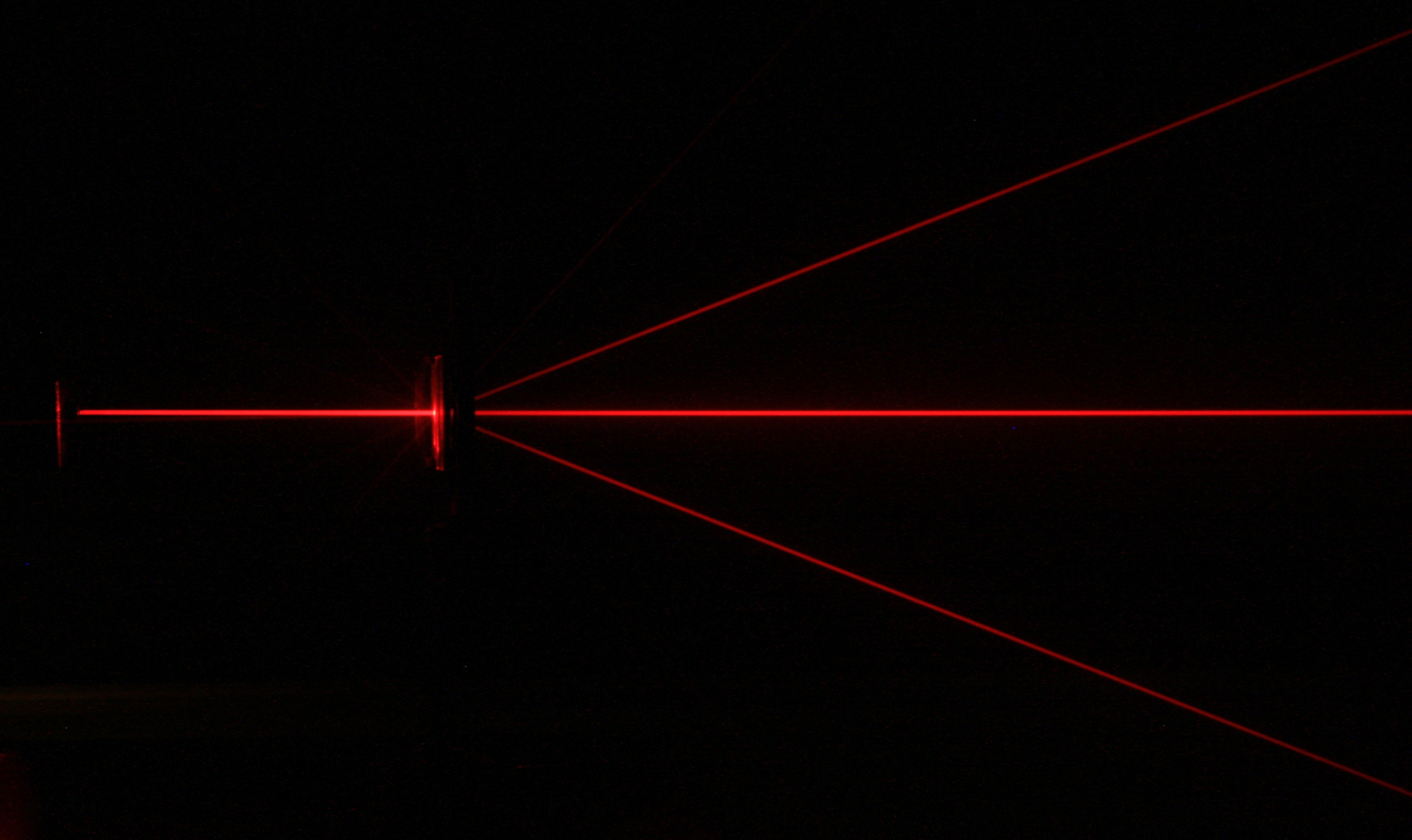
红色激光通過衍射光栅所產生的衍射。
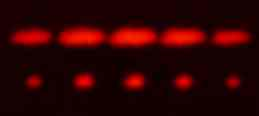
红色激光的多缝衍射图样，上方所示的是2条狭缝的情况，下方为5条狭缝的情况。
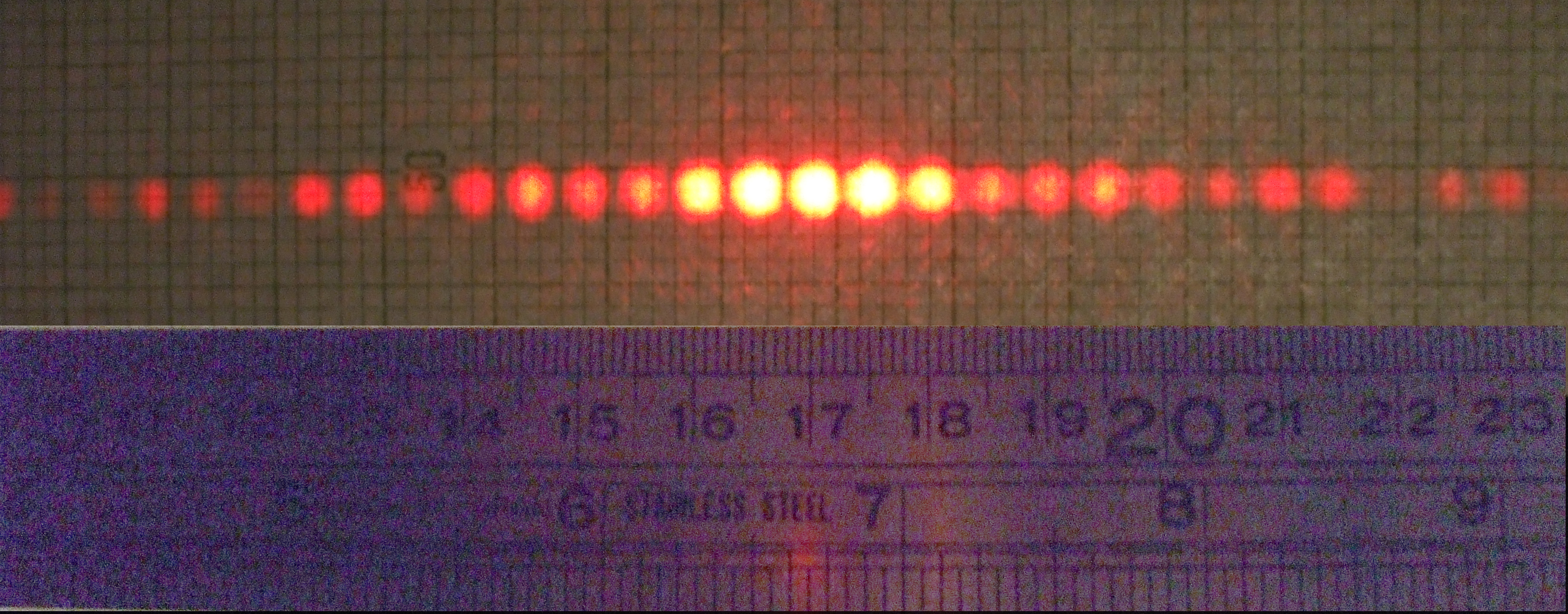
波长为633纳米的激光通过一个具有150条狭缝的网格

#### 衍射光栅强度分布
衍射光栅的强度分布是衍射因子和干涉因子的乘积：
{\displaystyle P=D(\theta )\cdot I(\theta )}
其中 D 是 衍射因子
{\displaystyle D={\frac {\sin(\pi \cdot d\cdot \sin(\theta )/\lambda )^{2}\cdot \lambda ^{2}}{(\pi ^{2}\cdot d^{2}\cdot \sin(\theta )^{2})}}}
I 是干涉因子：
{\displaystyle I={\frac {\sin(\pi \cdot a\cdot \sin(\theta )\cdot N/\lambda )^{2}}{(N^{2}\cdot \sin(\pi \cdot a\cdot \sin(\theta )/\lambda )^{2})}}}

### 圆孔衍射

圆孔衍射的示意图，当，即满足远场近似条件时，可以在观察屏上看到衍射图样（艾里斑）。

電腦模擬生成的圆孔衍射艾里斑图样。

当平面光波入射穿过圆孔时，会形成圓对称的衍射图样，其中心部分最亮，这表示能量主要集中在其零级衍射斑处。上述图样的中心亮斑常被称为艾里斑（Airy disk）。:214:189-190根据远场近似，:189
{\displaystyle I(\theta )=I_{0}\left({\frac {2J_{1}(ka\sin \theta )}{ka\sin \theta }}\right)^{2}}
式中，{\displaystyle a}为环状孔隙的半径，{\displaystyle k}为波矢量的大小，等于{\displaystyle 2\pi /\lambda }，{\displaystyle J_{1}}为一阶贝塞尔函数。孔隙越小，则给定位置的光斑越大，并且衍射光束偏离原来的传播方向越严重。沿着徑向，艾里斑的衍射图样表现为一系列明暗相间的同心圆环，不过徑向距離越大，各个明亮圆环的亮度越低。:189艾里斑对光学仪器的成像品质有一定的影响。

### 一般孔隙的情况
本条目中，向量與标量分別用粗體與斜體顯示。例如，位置向量通常用 {\displaystyle \mathbf {r} \,\!} 表示；而其大小則用 {\displaystyle r\,\!} 來表示。檢驗變數或場變數的標記的後面沒有單撇號「{\displaystyle '\,\!}」；源變數的標記的後面有單撇號「{\displaystyle '\,\!}」。
從馬克士威方程式，可以推導出在自由空間裏，電場{\displaystyle \mathbf {E} }、磁場{\displaystyle \mathbf {B} }的波動方程式：:246
{\displaystyle \nabla ^{2}\mathbf {E} -\ {\frac {1}{c^{2}}}\ {\frac {\partial ^{2}\mathbf {E} }{\partial t^{2}}}=-{\frac {1}{\epsilon _{0}}}\left(-\nabla \rho -\ {\frac {1}{c^{2}}}\ {\frac {\partial ^{2}\mathbf {J} }{\partial t^{2}}}\right)}
{\displaystyle \nabla ^{2}\mathbf {B} -\ {\frac {1}{c^{2}}}\ {\frac {\partial ^{2}\mathbf {B} }{\partial t^{2}}}=-\mu _{0}\nabla \times \mathbf {J} }
這裏，{\displaystyle c}是光速，{\displaystyle \epsilon _{0}}是電常數，{\displaystyle \mu _{0}}是磁常數，{\displaystyle \rho }是電荷密度，{\displaystyle \mathbf {J} }是電流密度。
這些方程式都具有同樣形式的波動方程式：
{\displaystyle \nabla ^{2}\Psi -\ {\frac {1}{c^{2}}}\ {\frac {\partial ^{2}\Psi }{\partial t^{2}}}=-F(\mathbf {r} ,t)}
這裏，{\displaystyle \Psi (\mathbf {r} ,t)}是描述純量波的波函數，{\displaystyle F(\mathbf {r} ,t)}是波源分佈。
假設這波源只發射出頻率為{\displaystyle \omega }的單色波，
{\displaystyle F(\mathbf {r} ,t)=f(\mathbf {r} )e^{-i\omega t}}
則前述含時波動方程式可以寫為不含時波動方程式：:135-152
{\displaystyle \nabla ^{2}\psi +k^{2}\psi =-f(\mathbf {r} ),}（1）
這裏，{\displaystyle k=\omega /c}是波向量的數值大小，{\displaystyle \psi (\mathbf {r} )}是描述波的不含時波函數，{\displaystyle \Psi (\mathbf {r} ,t)=\psi (\mathbf {r} )e^{-i\omega t}}。
方程式（1）乃是非齊次亥姆霍兹方程。設{\displaystyle {\hat {\mathbf {r} }}}為波的源點，只要能夠找到對應的格林函數{\displaystyle G(\mathbf {r} ,\mathbf {r} ')}，就可以解析這方程式。這對應的格林函數必須滿足方程式:246
{\displaystyle \nabla ^{2}G(\mathbf {r} ,\mathbf {r} ')+k^{2}G(\mathbf {r} ,\mathbf {r} ')=-\delta (\mathbf {r} -\mathbf {r} ')}
這裏，{\displaystyle \mathbf {r} '}為任意位置向量，{\displaystyle \delta (\mathbf {r} -\mathbf {r} ')}为三维狄拉克δ函数。
假若找到了對應的格林函數，那麼，假若{\displaystyle \mathbf {r} }在積分體積{\displaystyle \mathbb {V} }內，則波函數{\displaystyle \psi (\mathbf {r} )}與格林函數、波源分佈的關係式為
{\displaystyle \psi (\mathbf {r} )=\int _{\mathbb {V} }f(\mathbf {r} ')G(\mathbf {r} ,\mathbf {r} ')\mathrm {d} ^{3}\mathbf {r} '}
格林函數的形式與邊界條件有關。對於邊界曲面為無窮遠的自由空間，格林函數只與{\displaystyle \mathbf {R} =\mathbf {r} -\mathbf {r} '}有關：
{\displaystyle \nabla ^{2}G(\mathbf {R} ,\mathbf {O} )+k^{2}G(\mathbf {R} ,\mathbf {O} )=-\delta (\mathbf {R} )}
這裏，{\displaystyle \mathbf {O} }是坐標系的原點。
從這方程式，可以觀察到，格林函數具球對稱性質。因此，採用球坐標，格林函數滿足
{\displaystyle {\frac {1}{R}}{\frac {\mathrm {d} ^{2}}{\mathrm {d} R^{2}}}(RG)+k^{2}G=-\delta (\mathbf {R} )}
通过代换，可以得知，形式為射出的球面波的格林函數能夠滿足以下方程：:110-116
{\displaystyle G(\mathbf {R} ,\mathbf {O} )={\frac {e^{ikR}}{4\pi R}}}
注意到，這格林函數假定點波源位於坐标系的原点{\displaystyle \mathbf {O} }。對於空间中任意点波源位置{\displaystyle \mathbf {r} '}，格林函数为
{\displaystyle G(\mathbf {r} ,\mathbf {r} ')={\frac {e^{ik|\mathbf {r} -\mathbf {r} '|}}{4\pi |\mathbf {r} -\mathbf {r} '|}}}
假設波源是在xy-平面的面積分佈，{\displaystyle f(\mathbf {r} ')=f_{s}({\boldsymbol {\rho }}')\delta (z')}，那麼，
{\displaystyle {\begin{aligned}\psi &=\int _{\mathbb {V} }f(\mathbf {r} ')G(\mathbf {r} ,\mathbf {r} ')\,\mathrm {d} ^{3}\mathbf {r} '=\int _{\mathbb {V} }f_{s}({\boldsymbol {\rho }}')\delta (z')G(\mathbf {r} ,\mathbf {r} ')\,\mathrm {d} ^{3}\mathbf {r} '\\&=\int _{\mathbb {S} }f_{s}({\boldsymbol {\rho }}')G(\mathbf {r} ,{\boldsymbol {\rho }}')\,\mathrm {d} \sigma '=\int _{\mathbb {S} }f_{s}({\boldsymbol {\rho }}'){\frac {e^{ik|\mathbf {r} -{\boldsymbol {\rho }}'|}}{4\pi |\mathbf {r} -{\boldsymbol {\rho }}'|}}\,\mathrm {d} \sigma '\\\end{aligned}}}
這裏，{\displaystyle \mathbf {r} '={\boldsymbol {\rho }}'=\rho '{\hat {\boldsymbol {\rho }}}}為在積分曲面{\displaystyle \mathbb {S} }內的波源位置，以直角坐標表示，{\displaystyle {\boldsymbol {\rho }}'=(x',y',0)}，又{\displaystyle \mathbb {S} }是積分曲面，{\displaystyle \mathrm {d} \sigma '}是微小面積分元素，{\displaystyle \delta (z')}是一维狄拉克δ函数。
對於一般的面積分佈波源，
{\displaystyle \psi =\int _{\mathbb {V} }f(\mathbf {r} ')G(\mathbf {r} ,\mathbf {r} ')\,\mathrm {d} ^{3}\mathbf {r} '=\int _{\mathbb {S} }f_{s}(\mathbf {r} '){\frac {e^{ik|\mathbf {r} -\mathbf {r} '|}}{4\pi |\mathbf {r} -\mathbf {r} '|}}\,\mathrm {d} \sigma '}
根據惠更斯－菲涅耳原理，波前的每一點都是次波的點波源，這些次波共同形成了稍後時刻的疊加波。:189假設有波入射於某孔隙，則可以假定這入射波的波前在孔隙內的每一點都是孔隙內的波源，並且推論孔隙內的波源與在同位置的入射波波函數{\displaystyle \psi _{inc}}有關：{\displaystyle f_{s}(\mathbf {r} ')\propto \psi _{inc}(\mathbf {r} ')}。雖然這裏並沒有給出確切關係式，必定存在乘法因子{\displaystyle C}，滿足

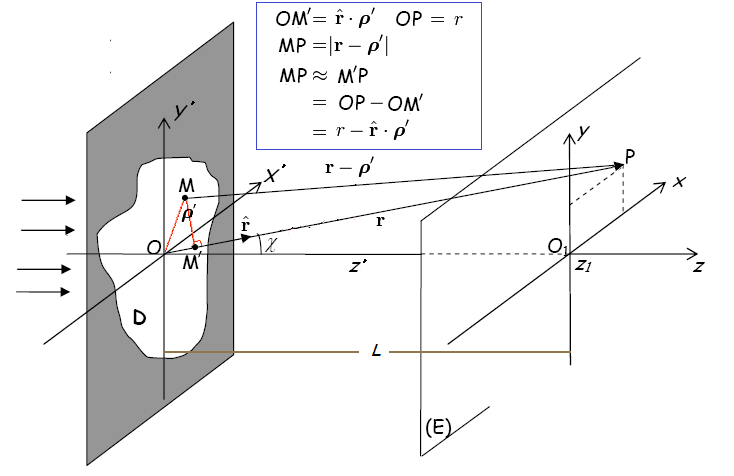
一般空隙数学推导示意图

{\displaystyle \psi (\mathbf {r} )=C\int _{\mathbb {S} }\psi _{inc}(\mathbf {r} '){\frac {e^{ik|\mathbf {r} -\mathbf {r} '|}}{|\mathbf {r} -\mathbf {r} '|}}\,\mathrm {d} \sigma '}
假設入射波為平面波，{\displaystyle \psi _{inc}(\mathbf {r} ')=E_{0}e^{ikz'}}，孔隙{\displaystyle \mathbb {S} }處於xy-平面，則在孔隙{\displaystyle \mathbb {S} }內，入射波為{\displaystyle \psi _{inc}({\boldsymbol {\rho }}')=E_{0}}，估算的衍射波為
{\displaystyle \psi (\mathbf {r} )=CE_{0}\int _{\mathbb {S} }{\frac {e^{ik|\mathbf {r} -{\boldsymbol {\rho }}'|}}{|\mathbf {r} -{\boldsymbol {\rho }}'|}}\,\mathrm {d} \sigma '}
這裏，波源位置{\displaystyle {\boldsymbol {\rho }}'=(x',y',0)}。
假設孔隙是半徑為{\displaystyle a}的圓孔，孔心是xy-平面的原點，檢驗位置是在遠場區域，{\displaystyle r\gg a}，則{\displaystyle |\mathbf {r} -{\boldsymbol {\rho }}'|}可以近似為{\displaystyle r-{\hat {\mathbf {r} }}\cdot {\boldsymbol {\rho }}'}，其中{\displaystyle {\hat {\mathbf {r} }}}是{\displaystyle \mathbf {r} }的单位向量。衍射波為:490-495
{\displaystyle {\begin{aligned}\psi (\mathbf {r} )&\approx CE_{0}{\frac {e^{ikr}}{r}}\int _{\mathbb {S} }e^{-ik{\hat {\mathbf {r} }}\cdot {\boldsymbol {\rho }}'}\,\mathrm {d} \sigma '\\&=CE_{0}{\frac {e^{ikr}}{r}}\int _{0}^{a}\int _{0}^{2\pi }e^{-ik\rho '\sin {\theta }\cos {(\phi -\phi ')}}\,\rho '\mathrm {d} \phi '\mathrm {d} \rho '\\&=2\pi a^{2}CE_{0}{\frac {e^{ikr}}{r}}\ {\frac {J_{1}(ka\sin {\theta })}{ka\sin {\theta }}}\\\end{aligned}}}
這裏，{\displaystyle J_{i}(ka\sin {\theta })}是第一類 {\displaystyle i} 階貝索函數，{\displaystyle \mathbf {r} }的球坐標為{\displaystyle (r,\theta ,\phi )}。
假射觀察屏在遠場區域，則照射於觀察屏的干涉圖樣，其鄰近中央位置的任意點P與原點{\displaystyle \mathbf {O} }之間的距離{\displaystyle r}，可以近似為觀察屏與原點{\displaystyle \mathbf {O} }之間的垂直距離{\displaystyle L}，衍射波在觀察屏的輻照度為:467-471
{\displaystyle I(\theta )=\psi ^{*}\psi /2=I_{0}\left[{\frac {2J_{1}(ka\sin {\theta })}{ka\sin {\theta }}}\right]^{2}}
這裏，{\displaystyle I_{0}}是衍射波在干涉圖樣中央位置的輻照度。
更詳細運算，應用格林第二恆等式，可以得到德國物理學者古斯塔夫·基爾霍夫提出的基爾霍夫積分定理的方程式:510-512
{\displaystyle {\begin{aligned}\psi (\mathbf {r} )&={\frac {1}{4\pi }}\int _{\mathbb {S} }\left[\psi (\mathbf {r} ')\nabla \left({\frac {e^{ikR}}{R}}\right)-{\frac {e^{ikR}}{R}}\nabla \psi (\mathbf {r} ')\right]\cdot \,\mathrm {d} {\boldsymbol {\sigma }}'\\&=-\ {\frac {1}{4\pi }}\int _{\mathbb {S} }\left({\frac {e^{ikR}}{R}}\right)\left[\nabla \psi (\mathbf {r} ')+ik\left(1+{\frac {i}{kR}}\right){\hat {\mathbf {R} }}\psi (\mathbf {r} ')\right]\cdot \,\mathrm {d} {\boldsymbol {\sigma }}'\qquad \qquad \qquad \qquad (2)\\\end{aligned}}}
這裏，{\displaystyle \mathbf {R} =\mathbf {r} -\mathbf {r} '}是從源位置到檢驗位置的位移向量。

### 激光的衍射

激光是一种高斯光束（Gaussian beam）

激光是一种特殊的可见光，具有极高单色性、定向性、相干性和能量强度。:354-355在理想的情况里，激光束是一种高斯光束。在右边的示意图中，如果定义輻照度在半径为{\displaystyle \mathbf {\omega _{0}} }的位置减少为光轴輻照度的{\displaystyle 1/e}，那么距离激光光轴半径为{\displaystyle \mathbf {r} }处的激光场强{\displaystyle \mathbf {E_{s}} }满足高斯光束（）分布，即
{\displaystyle \mathbf {E_{s}} =\mathbf {E_{0}} \exp \left(-{\frac {|\mathbf {r} |^{2}}{\mathbf {\omega _{0}} ^{2}}}\right)}
当激光穿过发光系统的镜片后，它的高斯光束参数{\displaystyle \mathbf {\omega _{0}} }将发生改变。激光源的输出镜片通常是一个孔隙，因此随后输出的光波形状是由这个孔隙决定。激光束的直径越大，其弯散程度越弱。

無焦光學系統可以用來調低激光束的发散。

激光束的发散可以調低。將中央軸同線的兩個凸透鏡排列在一起，兩個凸透鏡之間的距離{\displaystyle d}等於它們各自的焦距{\displaystyle f_{1}}、{\displaystyle f_{2}}的代數和：
{\displaystyle d=f_{1}+f_{2}}
這種複合透鏡組合，前焦距與後焦距都是無窮遠，是一種無焦光學系統（afocal optical system），由於兩個凸透鏡的焦點重疊在一起，是一種共焦（confocal）雙透鏡系統。這組合也是克卜勒望遠鏡的基本構造。從前面照射進來的準直光束，通過這複合透鏡組合，從後面照射出去也是準直光束，並且截面會增加。這樣，可以調低激光束的发散。:38-39
另外，使用激光笔等激光器件照射物体时，常常会产生不希望得到的散斑圖樣（speckle pattern）。这是另一种衍射現象。当激光束照射在粗糙界面上时，由于光束以不同路径传播，不同相位波彼此叠加，會产生振幅、輻照度随机分布的波。

### 衍射对于光学系统分辨率的制约

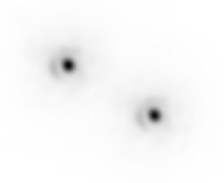
在天文学中，通过2.56米孔径望远镜应用幸运成像技术，可以在双星系统的图像中看到双星各自的艾里斑。

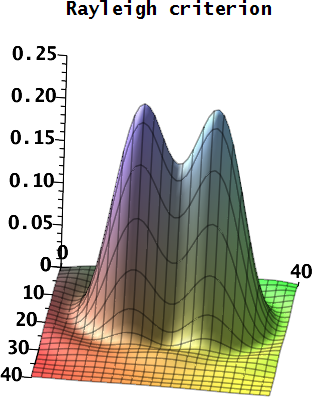
瑞利判據

光学成像系统的成像质量或多或少都受到衍射的制约。其原因是，入射光在圆形镜片处会发生衍射，形成艾里斑，从而造成光路不能够汇聚到一个点。衍射对成像的影响，主要表现为画面细节模糊不清。在焦平面上，艾里斑的半径为
{\displaystyle d=1.22\lambda N,\,}
这里，{\displaystyle \lambda }为光的波长，{\displaystyle N}为光学系统中镜头的焦比（焦距与孔径的相对比值）。对应的分辨角为
{\displaystyle \sin \theta =1.22{\frac {\lambda }{D}}}
其中，{\displaystyle D}为光学系统物镜（例如望远镜的主镜片）的尺寸。
給定两个点波源，它們會各自產生艾里圖樣。当這两个点波源相互越加靠近對方時，兩個艾里圖樣也会慢慢开始重叠，最后甚至会合并形成单一的图样，從而導致无法分辨出两个独立波源所对应的圖像。使用望远镜观察太空中的一对双星就很可能遇到这样的情况。瑞利准则指出，只有当两个像之间的距离大于或等于艾里斑的半径时，也就是说，当一个圆斑的中心（中央的主极大值位置）不在另一个圆斑的边缘（第一極小值位置）之內，:214:191才可以說這对应的两个独立波源能夠被明確分辨出來。
这样，当镜片孔径越大、波长越短，则光学系统的分辨率越好。这就是望远镜具有大口径镜头的原因。這也解释了显微镜观察细节的能力受到限制的原因。:190-192

## 衍射波的普遍性质

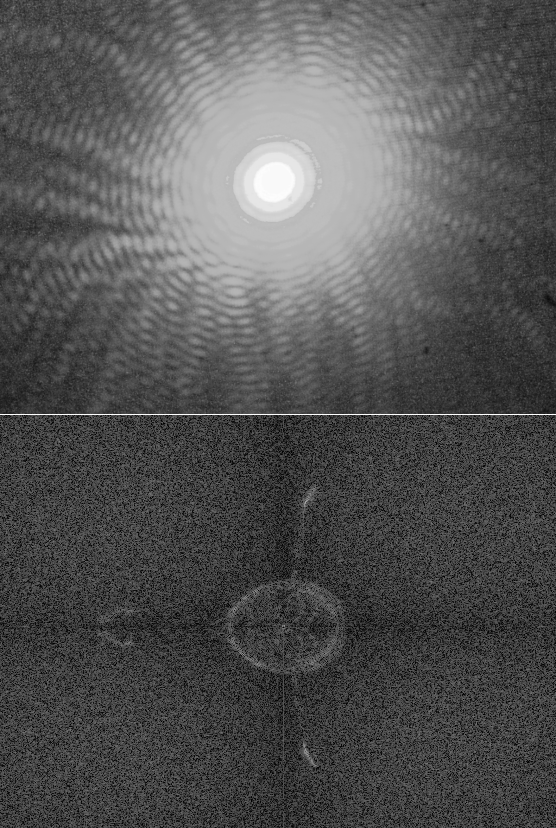
此图的上半部分显示了氦-氖激光束在一个椭圆孔隙处的衍射图样；下半部分为其二维傅里叶变换，粗略地重现了孔隙的形状。

通过总结各种不同的实验现象，可以发现波的衍射具有以下普遍性质：
- 衍射波的角间距与造成衍射的物体的尺寸负相关。也就是说，造成衍射的物体的尺寸越小，它所形成的衍射条纹越宽，反之亦然。例如，在单缝衍射裏，根据公式{\displaystyle d\,\sin \theta =\lambda }，当入射波的波长{\displaystyle \lambda }一定时，狭缝宽度{\displaystyle d}越小，第一极小值对应的{\displaystyle \theta }就越大，从而造成中间的亮纹宽度增加；
- 某一级衍射角的大小，只取决于入射波的波长与衍射物体尺寸的相对比值；
- 当造成衍射的物体结构具有周期性（例如衍射光栅），则衍射后的图样会变得更窄。例如，对比2条狭缝产生的衍射与5条狭缝产生的衍射，两种情况的狭缝间距相等，不过5条狭缝产生的衍射图样更细（参见衍射光栅一节的第三幅插图）。

## 粒子衍射
量子理论指出，所有的实物粒子都具有波动性。特别的，大质量粒子可以发生明显的干涉和衍射现象。电子和中子的衍射是量子力学的重要关注对象。根据德布罗意假设，
{\displaystyle \lambda ={\frac {h}{p}}}
这里{\displaystyle h}为普朗克常数，{\displaystyle p}是实物粒子的动量（低速情况下等于质量和速度的乘積）。
对于大多数宏观粒子来说，它们所具有的德布羅意波长非常短，不足以表现明显的波动性。:79例如，以每秒30,000米移動的钠原子，其德布羅意波长大約为50皮米（pico meter）。德布罗意在进行论文答辩时讓·佩蘭曾询问他如何证明他所谓的“物质波”，德布罗意回答说：“用晶体对电子的衍射实验可以做到”。:247后来，电子在镍晶体的衍射印证了他的假设。:21-24
即便是最小的宏观物体，其波长还是非常小，因此物质波的衍射现象只能在微观的粒子（例如电子、中子、原子和小分子）上体现。这些物质的短波长使得它们很适合用来研究固體和大分子（诸如蛋白质）的原子晶体结构。
一些相对较大的分子，像富勒烯，也能表现出衍射现象。

## 布拉格衍射

布拉格衍射示意图：两束具有同一波长和相位的入射波，入射到晶体结构，并被图中的两个原子散射。简单计算可以看出，两束波的传播路径差为。当这一路径差恰好为入射波波长的整数倍时，将会干涉相长，在衍射谱上表现为布拉格尖峰。

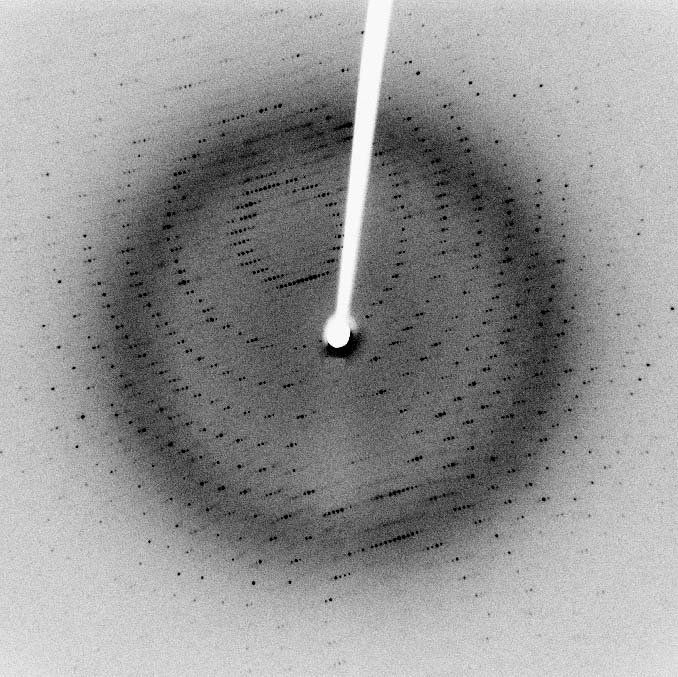
图示为布拉格衍射的实验图样。根据布拉格定律，衍射图样中的每一点都是由穿过晶體的X射线干涉相长而形成。这项实验的数据可以用来确定材料的晶体结构。

晶体具有周期性的物质结构。由于在这种周期性结构中，原子间距为10−10米数量级，因此它可以作为波的衍射光栅。:29如果满足一定的条件，就能够使入射波发生衍射现象，这样的衍射被称为布拉格衍射。:23它与光波在其他衍射光栅中发生的散射现象类似。同相位的入射波经过不同晶面，在晶格原子处发生衍射后，将会具有相位差，从而产生干涉相长或干涉相消，这就形成了布拉格衍射。若不考虑康普顿散射，则波束的波长在进入晶体前后不发生改变。根据布拉格定律，干涉加强位置所满足的条件为
{\displaystyle m\lambda =2d\sin \theta \,}
这里
- {\displaystyle \lambda }为入射波（如常用的X射线等）波长
- {\displaystyle d}为晶面间距
- {\displaystyle \theta }為入射波與繞射平面的夾角，2{\displaystyle \theta }为繞射角度
- {\displaystyle m}为衍射级数

晶体学中的布拉格衍射可以利用短波长的波作为入射波。由于X射线的波长与原子间距具有相同的数量级，因此在实验中经常被用作入射波。此外，实验中还经常用到50千伏的电子束，当用电子束进行小角度倾斜入射时，它仅能够穿透大约5纳米的垂直距离，因此主要被用于薄膜材料的观察。而中子因为具有磁矩，常被用来研究磁性材料。:30由于这些入射波的波长小于或接近原子的间距，实验可以产生较明显的衍射輻照度分布谱线。通过测量入射电磁波衍射谱上布拉格尖峰的位置，并利用上面的衍射公式，就可以求得晶面间距{\displaystyle d}，并由此推测晶体的结构。传统的布拉格衍射方法包括劳厄法、旋转单晶法和粉末衍射法等。:25由于发现布拉格定律的贡献，威廉·亨利·布拉格及其子威廉·劳伦斯·布拉格获得了1915年的诺贝尔物理学奖。
此外，在电子显微镜或X射线形貌器（X-ray topography device）中，衍射衬度（diffraction contrast）可以用来检验晶体中的缺陷以及局部应变场（local strain field），进行金属薄膜材料的相关研究。

## 光的相干性
同一波源发射的波，由於传播路径不同，會在观察屏上产生干涉情况。在这种描述裏，经过不同路径到达给定点的波之间的相位差只与它们的有效光程有关，而与时间无关。正因为如此，观察屏上给定点的明暗情况是确定的，这样总体上会形成稳定的图样。如果采用不相干入射光，那么其中的不同波传播到给定点时的相位差将会极快地、无规则地变化，这样在观察屏上就无法形成稳定的干涉相长或干涉相消的图样，而是在这两种情况之间不断变化，以至于无法观察到明暗条纹。:919
一束光波的相位在某段长度上是相關的，这段长度被称作是縱向相干长度，簡稱為「相干长度」。为了使干涉能够发生，光程差必须小于相干长度。有时候，这被称为波谱相干性，因为它与波中存在的不同频率成分有关。在原子跃迁發射光波的情况中，相干长度与原子产生跃迁的激发态的寿命有关。:314-316:71-74
如果光波由扩展光源发射，則可能會出現横向的不相干。当观察一束光的截面时，相位在某段横向距離上是相關的，这段横向距離被称作是「横向相干长度」。在杨氏双缝实验中，这意味着如果横向相干长度比两条狭缝的间距小，那么在观察屏上形成的图样看起来就像是两个独立单缝形成的衍射图样。:74-79
在电子、中子和原子等离子的情况中，相干长度与描述粒子的波函数的空间范围有关。:107